# راه‌گزینی بسته کوچک
راه گزینی بسته کوچک دراین تکنولوژی بسته‌های مخصوصی که مورد نیاز است بدون‌اینکه مسیر خاصی برای آنها در نظر گرفته شود فرستاده می‌شوند. این کار بر عهده هر بسته‌است که راه مخصوص به خود را برای رسیدن به مقصد پیدا کند.
در واقع خطوط ارتباطی بین گره‌ها به صورت اشتراکی استفاده می‌شوند.
این مفهوم در مقابل مفهوم مدارگزینی قرار دارد.
در ارتباطات از راه دور، سوئیچینگ بسته روشی است برای گروه‌بندی داده‌ها که از طریق شبکه دیجیتال به بسته‌ها منتقل می‌شود. بسته‌ها از یک سرایند و یک محموله ساخته می‌شوند. داده‌های موجود در سرایند توسط سخت‌افزار شبکه برای هدایت بسته به مقصد مورد استفاده قرار می‌گیرد، جایی که محموله بارگیری می‌شود و توسط نرم‌افزار کاربردی مورد استفاده قرار می‌گیرد. سوئیچینگ بسته پایه اصلی ارتباطات داده در شبکه‌های رایانه ای در سراسر جهان است.
در اوایل دهه ۱۹۶۰، پل باران، دانشمند علوم کامپیوتر آمریکایی، مفهوم Distributed Adaptive Message Block Switching را با هدف ارائه روش مسیریابی متحمل خطا و کارآمد برای پیام‌های مخابراتی به عنوان بخشی از یک برنامه تحقیقاتی در شرکت RAND، با بودجه وزارت دفاع ایالات متحده، توسعه داد. این مفهوم با توسعه ارتباطات از راه دور در سیستم بل مغایرت داشت. این مفهوم جدید بعد از زمان کار مستقل دانشمند علوم کامپیوتر انگلیسی، دونالد دیویس در آزمایشگاه فیزیکی ملی (انگلستان) در سال ۱۹۶۵، در میان مجریان شبکه طنین اندکی پیدا کرد.

## مفهوم
یک تعریف ساده از سوئیچینگ بسته این است:
مسیریابی و انتقال داده‌ها با استفاده از بسته‌های آدرس دهی شده به گونه ای که یک کانال در حین انتقال بسته فقط اشغال شود و پس از اتمام انتقال کانال برای انتقال سایر ترافیک در دسترس باشد.
سوئیچینگ بسته تحویل جریان داده‌های متغیر نرخ بیت را که به صورت توالی بسته‌ها تحقق می‌یابند، از طریق یک شبکه رایانه ای فراهم می‌کند که انتقال منابع را در صورت لزوم با استفاده از تکنیک‌های آماری یا تخصیص پهنای باند پویا، اختصاص می‌دهد. همان‌طور که از سخت‌افزار شبکه عبور می‌کنند، مانند سوئیچ‌ها و روترها، بسته‌ها دریافت می‌شوند، بافر می‌شوند، در صف قرار می‌گیرند و مجدداً منتقل می‌شوند (ذخیره و ارسال می‌شوند)، و در نتیجه تأخیر و توان متغیری بسته به ظرفیت پیوند و بار ترافیکی شبکه ایجاد می‌شود. بسته‌ها به‌طور معمول توسط گره‌های شبکه میانی با استفاده از بافر اول در ابتدا، به صورت غیر همزمان ارسال می‌شوند، اما ممکن است طبق برخی از برنامه‌های زمان‌بندی برای صف‌های عادلانه، شکل‌گیری ترافیک، یا برای کیفیت خدمات متفاوت یا تضمین شده مانند صف‌های عادلانه وزنی یا سطل نشتی ارتباط مبتنی بر بسته ممکن است با یا بدون گره‌های میانی حمل و نقل (سوئیچ‌ها و روترها) اجرا شود. در صورت وجود یک رسانه فیزیکی مشترک (مانند رادیو یا 10BASE5)، بسته‌ها ممکن است طبق یک طرح دسترسی چندگانه تحویل داده شوند.

## تاریخچه
مفهوم راه گزینی بسته کوچک برای اولین بار توسط پل باران در اوایل دهه ۱۹۶۰ در ایالات متحده و دونالد دیویس در آزمایشگاه فیزیکی ملی (NPL) در انگلستان در سال ۱۹۶۵ به‌طور مستقل مورد بررسی قرار گرفت.
در اواخر دهه ۱۹۵۰، نیروی هوایی ایالات متحده شبکه گسترده‌ای را برای سیستم دفاع راداری نیمه زمینی زمینی (SAGE) ایجاد کرد. آنها به دنبال سیستمی بودند که بتواند از یک حمله هسته ای جان سالم به در ببرد تا بتواند پاسخی ارائه دهد، بنابراین از جذابیت اولین امتیاز حمله توسط دشمنان کاسته می‌شود. باران مفهوم distributed adaptive message block switching را در حمایت از ابتکار نیروی هوایی توسعه داد. این مفهوم برای اولین بار در تابستان ۱۹۶۱ به عنوان جلسات توجیهی B-265 به نیروی هوایی ارائه شد بعداً به عنوان گزارش RAND P-2626 در سال ۱۹۶۲ منتشر شد و سرانجام در گزارش RM 3420 در سال ۱۹۶۴ منتشر شد. گزارش P-2626 معماری کلی را برای یک شبکه ارتباطی در مقیاس بزرگ، توزیع شده توصیف کرده‌است. این کار بر روی سه ایده اصلی متمرکز شده‌است: استفاده از یک شبکه غیرمتمرکز با چندین مسیر بین هر دو نقطه، تقسیم پیام‌های کاربر به بلوک‌های پیام و تحویل این پیام‌ها توسط سوئیچ ذخیره و جلو.
دیویس به‌طور مستقل در سال ۱۹۶۵ مفهوم مسیریابی پیام مشابهی را ایجاد کرد. وی اصطلاح سوییچ بسته را ایجاد کرد و ساخت یک شبکه سراسری را در انگلستان پیشنهاد کرد. وی در سال ۱۹۶۶ دربارهٔ این پیشنهاد صحبت کرد و پس از آن شخصی از وزارت دفاع دربارهٔ کار باران به او گفت. راجر اسکانتلبوری، یکی از اعضای تیم دیویس، در سال ۱۹۶۷ در سمپوزیوم روی اصول سیستم‌های عامل(Symposium on Operating Systems Principles ) با لارنس رابرتز ملاقات کرد و آن را برای استفاده در ARPANET پیشنهاد داد. دیویس پارامترهای مشابه با باران را برای طراحی شبکه اصلی خود انتخاب کرده بود، مانند اندازه بسته ۱۰۲۴ بیتی. در سال ۱۹۶۶، دیویس پیشنهاد کرد که باید شبکه ای در آزمایشگاه ساخته شود تا بتواند نیازهای NPL را تأمین کند و امکان تعویض بسته را اثبات کند. برای مقابله با تغییر مکان بسته‌ها (به دلیل تنظیمات به روز شده به صورت پویا) و از بین رفتن داده‌ها (که هنگام ارسال منابع سریع به مقصد کند، اجتناب ناپذیر است)، وی فرض کرد که «همه کاربران شبکه نوعی کنترل خطا را برای خود فراهم می‌کنند»، بدین ترتیب آنچه را که به عنوان اصل پایان به پایان (end-to-end principle) شناخته شد، اختراع کرد. پس از آزمایش در سال ۱۹۶۹، شبکه ارتباطات داده NPL در سال ۱۹۷۰ وارد سرویس شد.
این مقاله در دست ترجمه است لطفاً حذف نشود.